# Кхем Сон
Кхем Сон (англ. Khem Son, 1941) — камбоджийский велогонщик, выступавший на треке и шоссе. Участвовал в летних Олимпийских играх 1964 года.

## Биография
Кхем Сон родился в 1941 году.
В 1964 году вошёл в состав сборной Камбоджи на летних Олимпийских играх в Токио, единственный раз выставившей на Игры своих велосипедистов. Выступал в велоспорте в двух дисциплинах.
На треке в индивидуальной гонке преследования на 4000 метров и выиграл первый раунд, в котором его соперник Чоу Квон Чой из Гонконга не финишировал. Однако четвертьфиналистов определяли не по выигрышу заездов, а по времени: Кхем показал только 19-й результат (6 минут 5,87 секунды) и не попал в следующий раунд.
В шоссейной командной гонке на 100 км сборная Камбоджи, за которую также выступали Рет Чхон, Ван Сон и И Юн, заняла 27-е место среди 32 финишировавших, показав результат 2 часа 56 минут 59,87 секунды. Камбоджийцы уступили 30 минут 28,68 секунды победителям — сборной Нидерландов.